# Arthur Fellig

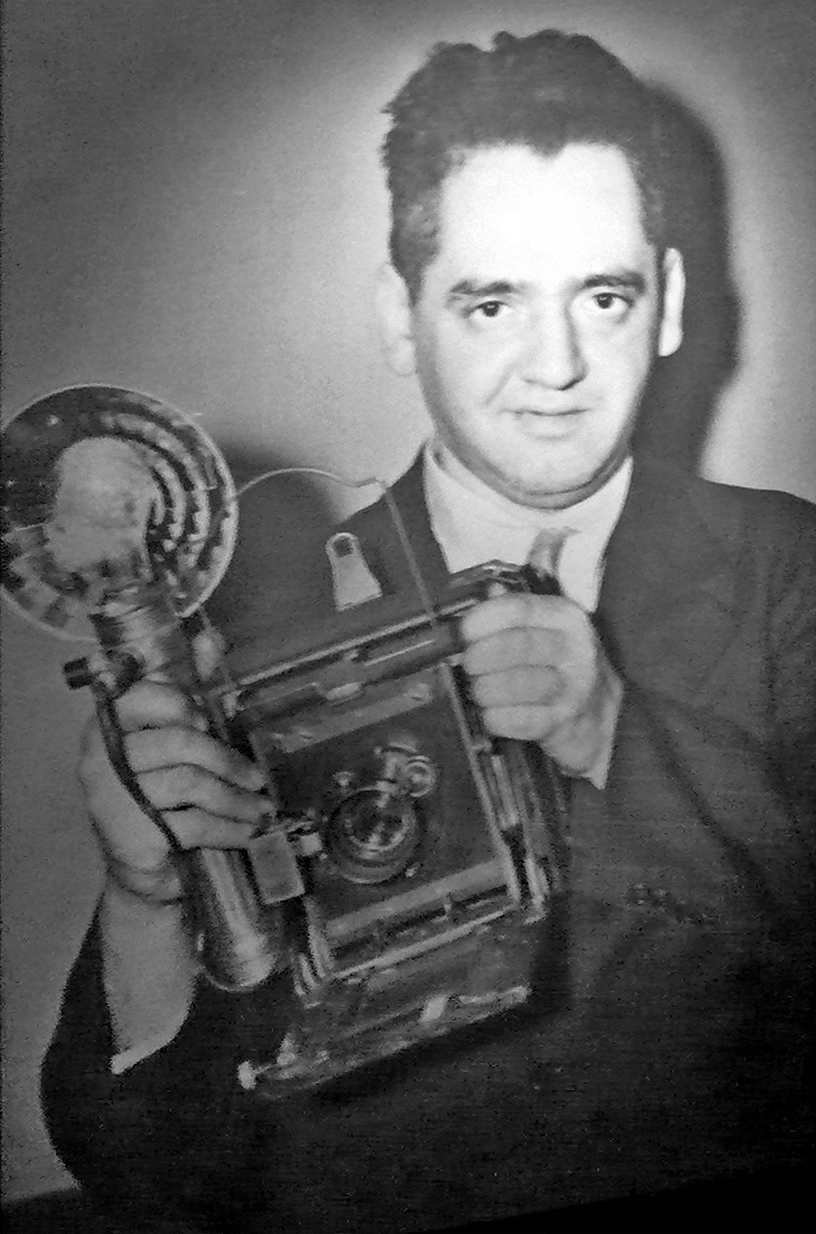
Weegee, ca. 1945.

Stempel Weegees zur Kennzeichnung seiner Bilder

Arthur „Weegee“ Fellig, geboren als Ascher Fellig (* 12. Juni 1899 in Złoczów bei Lemberg, Galizien; † 26. Dezember 1968 in New York, USA), war ein amerikanischer Fotograf. Er war Mitglied der Photo League in New York. Die Photo League war eine Organisation von Fotografen in New York City, die sich der Dokumentation des Lebens in den Arbeitervierteln widmete. Sie wurde 1936 gegründet und bot ihren Mitgliedern Schulungen, Ausstellungsräume und eine Plattform für den Austausch über soziale und kreative Themen. Die Photo League spielte eine wichtige Rolle bei der Entwicklung der sozialdokumentarischen Fotografie in den USA.

## Leben
Als die jüdische Familie Fellig 1910 in die USA einwanderte und sich in der New Yorker East Side niederließ, wurde der Name des Sohnes von Ascher bzw. (anglisiert) Usher auf Arthur geändert. Um seine Familie zu unterstützen, verließ Arthur Fellig die dortige staatliche Schule mit 14 Jahren und arbeitete zuerst als Süßigkeitenverkäufer, danach als Straßenfotograf und Assistent bei einem Fotohändler. Mit 18 Jahren zog er aus dem Elternhaus aus und schlug sich mit Gelegenheitsarbeiten durch. Er übernachtete in Bahnhöfen und Obdachlosenasylen, bis er schließlich einen Job als Passbildfotograf fand. 
Mitte der 1920er Jahre begann er als Fotolaborant und Aushilfsreporter bei der Bildagentur Acme Newspictures, die später in United Press International aufging. 1935 verließ er Acme und versuchte sich von nun an als selbstständiger Pressefotograf. Er spezialisierte sich auf Bilder zumeist nächtlicher Verkehrsunfälle, Brandkatastrophen und Gewalt. Ausgestattet mit Polizeifunk, war er oft noch vor den Einsatzkräften am Ort des Geschehens. Die Aufnahmen aus seiner 4×5″-Kamera wurden regelmäßig in allen großen Boulevardzeitungen veröffentlicht. Ab 1938 war er der erste Pressefotograf, der ganz offiziell mit Polizeifunk ausgestattet war. Während dieser 10-jährigen Tätigkeit hatte er sein Büro praktisch im Manhattan Police Headquarters. Gegen Ende dieser gewalttätigen Epoche hatte er Exklusivverträge bei den Zeitschriften PM Daily und Vogue.
Zunächst war Weegee als Spitzname entstanden, weil Fellig aufgrund der außergewöhnlichen Herangehensweise, unter der seine Fotos entstanden, seinerzeit von Millionen von Zeitungslesern in New York als „Zaubermeister“ betrachtet wurde. Dabei verglich man ihn mit der Faszination des als „Zauber-Brett“ angesehenen Ouija, das ebenfalls in diesen Jahren in großen Kreisen der US-amerikanischen Bevölkerung sehr en vogue war. Die beiden Wörter des Begriffs, der sich aus dem französischen „oui“ (es bedeutet „ja“) und dem deutschen „ja“ gebildet hatte, wurden im Slang „wee“ und „gee“ ausgesprochen.
Sein Selbstbewusstsein war sehr ausgeprägt. Nachdem er WEEGEE als Pseudonym für sich angenommen hatte, begann er bald, seine Fotos mit WEEGEE THE FAMOUS (Weegee der Berühmte) zu signieren. Sein Markenzeichen waren Fotos aus nächster Nähe, frontal und hart mit dem Blitz ausgeleuchtet. Wirklich berühmt wurde er damit jedoch zunächst nur in Pressekreisen. Das änderte sich mit der Publikation seines Buches Naked City, in dem er seine Verbrechens- und Unfallfotos mit Aufnahmen der Armen und Obdachlosen kombinierte und das 1947 verfilmt wurde.
In den Bildunterschriften seiner Fotografien zeigte sich häufig sein unvergleichlicher Hintersinn. Eines seiner wohl berühmtesten Bilder ist betitelt Simply add boiling water – es zeigt ein brennendes Hochhaus, an dem genau dieser Werbeschriftzug prangt, und die Löschversuche der Feuerwehr.
Ab Mitte der 40er Jahre gab er die Reportagefotografie auf und versuchte sich als Werbefotograf für verschiedene Magazine, Berater für Filmprojekte, Foto-Karikaturist und Kurzfilmer. Obwohl er damit nicht den ganz großen Durchbruch schaffte, blieb er diesen Experimenten treu.
Zur Zeit seines Todes war er weitgehend vergessen, mittlerweile gehören seine Bilder in Fachkreisen und auf Fotoausstellungen allerdings zum weltweiten Standard zumindest der 1930er und 1940er Jahre. 2016 erschien die in Schwarzweiß gehaltene biografische Graphic Novel Weegee. Serial Photographer von Max de Radiguès (Szenario) und Wauter Mannaert (Illustrationen).

## Ausstellungen
- Ludwig Galerie Schloss Oberhausen, Mai bis September 2013 - Weegee - The Famous. Fotografie.
- Museum für Fotografie (Berlin), 2008 - Pigozzi and the Paparazzi - with Salomon, Weegee, Galella, Angeli, Secchiaroli, Quinn and Newton.